# فرودگاه نیروی هوایی سلطنتی لینهام
فرودگاه نیروی هوایی سلطنتی لینهام (به انگلیسی: RAF Lyneham) یک فرودگاه نظامی با کد یاتا LYE است که یک باند فرود آسفالت دارد و طول باند آن ۲۳۸۶ متر است. این فرودگاه در کشور انگلستان قرار دارد و در ارتفاع ۱۵۶ متری از سطح دریا واقع شده است.